# Антигона (жена Пелея)
Антиго́на (др.-греч. Ἀντιγόνη) — персонаж древнегреческой мифологии.
Дочь Евритиона, царя Фтии, что в Фессалии, выданная им за Пелея, который вместе с тем получил третью часть царства. Во время Калидонской охоты Пелей случайно убил Евритиона, и был вынужден бежать из Фессалии. От скверны убийства Пелея очистил иолкский царь Акаст. Супруга последнего, Астидамия, воспылала страстью к Пелею и, будучи отвергнута, обвинила его, что он насильно до неё домогался (вар. — солгала, что Пелей собирается вступить в брак со Стеропой, дочерью Акаста), и Антигона в отчаянии повесилась. Впоследствии Пелей отомстил, завоевав Иолк и жестоко казнив Акаста и его жену.
Упоминается у Ферекида.